# Rhotala dimidiata
Rhotala dimidiata är en insektsart som beskrevs av Jacobi 1947. Rhotala dimidiata ingår i släktet Rhotala och familjen vedstritar. Inga underarter finns listade i Catalogue of Life.